# Солнечный пёс
«Солнечный пёс» (англ. The Sun Dog), или «Несущий смерть» — повесть Стивена Кинга, впервые изданная в 1990 году в составе авторского сборника «Четыре после полуночи».

## История создания

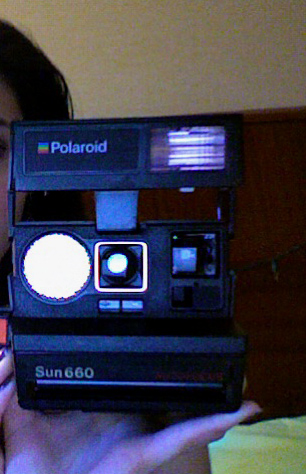
Polaroid Sun 660

Название повести отсылает не к солнцу как к светилу, а к фотоаппарату Sun 660 («Солнце-660»). Модель Sun 660, вокруг которой построен сюжет повести, существует в реальности: фирма «Полароид» выпустила её в 1981 году.
Книга посвящена памяти Джона Д. Макдональда, умершего в 1986 году. В посвящении сказано: «Мне недостает тебя, дружище. И ты не ошибался насчет тигров» (англ. This is in memory of John D. MacDonald. I miss you, old friend — and you were right about the tigers). Макдональд написал предисловие к первому сборнику рассказов Кинга, «Ночная смена» (1978).
Стивен Кинг утверждает, что в основу повести легло увлечение его жены Табиты фотографией. В числе прочего она приобрела фотоаппарат фирмы «Полароид». Кинга система моментального проявления фотографий, по его словам, очаровала. Замысел «Солнечного пса» пришёл к нему летом 1987 года, но он обдумывал эту идею ещё почти год, прежде чем написать произведение по ней.
В. Эрлихман упоминает, что описание мастерской Меррила в повести основано на впечатлении Кинга от мастерской его брата Дэвида, занимающегося ремонтом и продажей старой техники в Рочестере, штат Нью-Хэмпшир.
В предисловии к повести Кинг упоминает, что «Солнечный пёс» является связующим звеном между двумя романами о Касл-Роке, объединяя их в своеобразную трилогию; эти романы — «Тёмная половина» (1989) и «Нужные вещи» (1991). «Нужные вещи» завершает неофициальный цикл произведений об этом вымышленном городе.
Имена старух-близнецов, как упоминается в повести — два из трёх имён христианских мучеников: Спевсиппа, Елевсиппа и Мелевсиппа (англ. Speusippus, Eleusippus, and Melapsippus). Фамилия одной из них в браке, Веррилл — отсылка к фамилии Чака Веррилла, постоянного редактора Кинга.

## Издания и переводы
Впервые повесть была опубликована в 1990 году в составе сборника «Четыре после полуночи», изданном Viking Press, и несколько раз переиздавалась в составе этого сборника. Отдельного издания на английском языке не было.
На русском языке повесть впервые была опубликована в 1993 году под названием «Солнечный пёс» донецким РИФ «Джой» в томе «Лангольеры» собрания сочинений Стивена Кинга (переводчики не были указаны); и в том же году в переводе филологического общества «Слово» издательством «Има-пресс-реклама» (Санкт-Петербург) в составе сборника «Четыре после полуночи». В переводе А. Гулыги повесть вышла в свет в 1994 году в составе антологии серии «XX век. Бестселлер года», выпущенной московским издательством «Интердайджест». В 1996 году в переводе Е. Ю. Харитоновой повесть вошла в состав тома «Проклятие» собрания сочинений Стивена Кинга, изданного харьковским ООО фирма «Дельта». Во всех вышеуказанных изданиях в выходных данных указано «роман», а не «повесть».
C 1997 года повесть издавалась как «Несущий смерть» (перевод В. Вебера) издательством АСТ в составе сборника «Четыре после полуночи» и его частей. В 2007 году повесть в переводе В. Вебера вышла отдельным изданием в мягком переплете.

## Сюжет
На свой пятнадцатый день рождения Кевин Дэлевен получил полароидную камеру «Sun 660». Когда юноша сделал первую фотографию, на ней вместо семьи Дэлевенов оказалась запечатлена большая чёрная собака. Эта же собака оказалась и на последующих снимках, что бы ни снимала камера. Кевин заинтересовался странным поведением «Sun 660» и оставил фотоаппарат у себя.
Он обратился к мистеру Мерриллу по прозвищу Поп, местному умельцу, с просьбой починить камеру. Тот тоже заинтересовался происходящим, и, поручив мальчику сделать несколько снимков, отдал их одному своему знакомому смонтировать фильм. Потом Меррилл позвонил отцу Кевина и пригласил их обоих к себе, чтобы обсудить, что делать с таинственным фотоаппаратом. Мистер Дэлевен неохотно рассказал сыну, что Поп Меррилл раньше ссужал ему деньги под незаконно огромный процент, и предупредил, что старику нельзя доверять.
Посмотрев «фильм», Кевин понял, что собака, с каждым новым снятым кадром подбирающаяся ближе к оператору, чрезвычайно зла, безумна и собирается каким-то образом убить его (на её шее он увидел другой свой подарок на день рождения, от богатой двоюродной бабушки Хильды — галстук с зажимом). Кевин решил, что фотоаппарат надо уничтожить. Чуя некую выгоду, Поп подменил камеру на обычную той же модели и отдал юноше обычный фотоаппарат, а «заколдованный» спрятал. Кевин разбил подмененную камеру вдребезги, и они с отцом и Попом сожгли все фотографии.
Поп пытался продать таинственный фотоаппарат своим знакомым любителям паранормальных явлений, но все они отказались по тем или иным причинам. На новых фотографиях Поп с ужасом наблюдает, что пес превращается в некое демоническое существо и готовится к прыжку. Поп, с одной стороны, желает уничтожить камеру, а с другой — помимо своей воли продолжает делать снимки, даже начинает ходить во сне. Тем временем Кевин видит повторяющиеся кошмары про некий город, в котором все жители и предметы представляют собой двумерные изображения, за исключением самого Кевина, Попа Меррилла и, собственно, демонического пса. Меррилл же окончательно попадает под власть «Sun 660».
Наконец, пес вырвался из мира фотографий в реальный и разорвал Меррилла на куски. Но Кевин, пользуясь подсказкой, полученной в своих снах, успел сфотографировать его на новую камеру — и тем загнать пса обратно в двумерный мир. Тем не менее, на следующий год, когда Дэлевены получили наследство от тетушки Хильды и купили сыну компьютер, принтер самовольно распечатал предупреждение о том, что пес все ещё жив и хочет добраться до Кевина.

## Персонажи
- Кевин Дэлевен (англ. Kevin Delevan) — пятнадцатилетний юноша, главный герой повести.
- Джон Дэлевен (англ. John Delevan) — его отец, уравновешенный человек и убежденный рационалист. В молодости был азартен и нерасчётлив, а также много курил. Женат на Мэри Дэлевен; кроме Кевина супруги имеют младшую дочь, Мег.
- Реджинальд Мерилл по прозвищу Поп (англ. Reginald Marion «Pop» Merrill, в других переводах прозвище переведено как Папаша) — пожилой владелец магазина «Империя Изобилия». Практически единственное, что его интересует — получение прибыли; причём он не брезгует аферами и ростовщичеством. Одна из статей его дохода — люди, интересующиеся паранормальными явлениями, которых он называет «Спятившими» и которым продаёт разные «таинственные» вещи. Поп живёт один, жители Касл-Рока его не любят, и, хотя он довольно богат, он не стремится жить в роскоши.
- Солнечный пёс (англ. The Sun Dog) — безымянное демоническое создание в облике чёрного пса, каким-то образом заточенное в двумерном мире, откуда хочет вырваться, чтобы растерзать всех и вся.
- Седрик Маккарти (англ. Cedric McCarty) — один из «Спятивших» Меррилла, эксцентричный миллионер, имеющий в собственности целый остров.
- Мисс Элиусиппус Дир (англ. Eleusippus Deere) и миссис Мелиусиппус Веррилл (англ. Meleusippus Verrill) — ещё одни «Спятившие», крайне старые сестры-близнецы, очень богатые. Помешаны на фотографиях призраков.
- Эмори Чаффи (англ. Emory Chaffee) — ещё один «Спятивший», человек среднего достатка, но тоже коллекционирующий «паранормальное».

## Взаимосвязь с другими произведениями Стивена Кинга
Повесть входит в неофициальный цикл о Касл-Роке, что связывает его с остальными произведениями об этом вымышленном городке.
В повести как эпизодический персонаж появляется Алан Пэнгборн, шериф Касл-Рока, и упоминается его жена, — персонажи, впервые появившиеся в романе «Тёмная половина» (1989). К событиям повести миссис Пэнгборн уже погибла.
В повести упоминается Туз Меррилл, племянник Попа Меррилла, играющий значительную роль в повести «Тело» (1982). Во время событий «Солнечного пса» Туз отбывает наказание в тюрьме Шоушенк — эта вымышленная тюрьма упоминается в нескольких книгах Кинга.
Также в повести упоминается пёс Куджо из одноимённого романа (1981), и его жертвы.

## Реакция критиков
Джордж Бим (англ. George Beahm) в своей книге Stephen King From A to Z упоминает, что повесть, по его мнению, требует редактирования, так как слишком затянута. Бим считает, что она служит для того, чтобы читатель подготовился к прочтению романа «Нужные вещи».
Стивен Спинези (англ. Stephen J. Spignesi) в своей книге The Essential Stephen King называет замысел повести «отличной идеей» с большой буквы. Он ставит повесть на 37 место в своем рейтинге.

## Аудиокнига
В 2008 году вышла аудиокнига Four Past Midnight: The Sun Dog; текст читает Тим Сэмпл (англ. Tim Sample).